# 最上武雄
最上 武雄（もがみ たけお、1911年（明治44年）3月13日 - 1987年（昭和62年）12月15日）は、昭和から平成時代の土木工学者。

## 経歴・人物
1934年（昭和9年）東京帝国大学工学部土木工学科を卒業し、同大講師、助教授を経て、1947年（昭和22年）教授となり、1968年（昭和43年）工学部長に就任した。1971年（昭和46年）定年退官とともに名誉教授となり、同年日本大学理工学部教授に転じ、1981年（昭和56年）同大顧問となった。この間、攻玉社短期大学客員教授を務めた。日本学術会議会員。
ほか、土質工学会会長（名誉会員）、国際土質基礎工学会議副会長、日本建設機械化協会会長（名誉会員）、土木学会会長などの要職を歴任した。1987年（昭和62年）12月15日、肺性心のため死去した。

## 受賞
- 1943年（昭和18年） - 土木学会賞[1]
- 1967年（昭和42年） - 土質工学会論文賞[1]
- 1969年（昭和44年） - 土質工学会功績賞[1]
- 1983年（昭和58年） - 土木学会功績賞[1]